# Chi1 Sagittarii
Chi1 Sagittarii (χ1  Sagittarii, förkortat Chi1 Sgr, χ1  Sgr) som är stjärnans Bayerbeteckning, är en dubbelstjärna belägen i den mellersta delen av stjärnbilden Skytten. Den har en kombinerad skenbar magnitud på 5,03 och är synlig för blotta ögat där ljusföroreningar ej förekommer. Baserat på parallaxmätning inom Hipparcosuppdraget på ca 12,9 mas, beräknas den befinna sig på ett avstånd av ca 252 ljusår (ca 77 parsek) från solen.

## Nomenklatur
Xi-stjärnorna var tillsammans med φ Sgr, σ Sgr, ζ Sgr och τ Sgr var Al Na'ām al Ṣādirah (النعم السادرة), de återkommande strutsarna. Enligt stjärnkatalogen i det tekniska memorandumet 33-507 - A Reduced Star Catalog Containing 537 Named Stars var Al Na'ām al Ṣādiraheller Namalsadirah ursprungligen titeln för fyra stjärnor: φ Sgr som Namalsadirah I, τ Sgr som Namalsadirah II, χ1 Sgr som Namalsadirah III och χ2 Sgr som Namalsadirah IV.

## Egenskaper
Xi1 Sagittarii A är en blå till vit underjättestjärna av spektralklass A3/5 IV/V och har klassificerats som en Am-stjärna med spektraltyp kA5hF0VmF0. Detta anger att den har K-linjen för en stjärna av typ A5 och för väte och metaller för en stjärna av typ F0. Den har en massa som är ca 65 procent större än solens massa och utsänder från dess fotosfär 43 gånger mera energi än solen vid en effektiv temperatur på ca 7 860 K.
Xi1 Sagittarii A är en visuell dubbelstjärna med en omloppsperiod på 5,72 år och en excentricitet på 0,710.